# Lem Station
Lem Station er en dansk jernbanestation i stationsbyen Lem syd for Ringkøbing i Vestjylland.
Lem station ligger på jernbanestrækningen Den vestjyske længdebane mellem Esbjerg og Struer. Stationen åbnede i 1875, da jernbanestrækningen Varde – Ringkøbing blev oprettet. Den betjenes af tog fra det regionale jernbaneselskab Midtjyske Jernbaner. Fra stationen er direkte tog til henholdsvis Holstebro Station og Skjern Station, og ved skift i Skjern kan man opnå videre forbindelse mod Esbjerg eller Århus H.